# ولوو اف‌ام‌اکس
ولوو اف‌ام‌اکس (انگلیسی: Volvo FMX) یک کامیون سنگین است که توسط ولوو تراکس تولید می‌شود و در سال ۲۰۱۰ معرفی شد. بر اساس استاندارد ولوو اف‌ام، اف‌ام‌اکس یک سری کامیون چند منظوره برای توزیع، ساخت و ساز و وظایف حمل و نقل بزرگراه/خارج از بزرگراه است. از سال ۲۰۱۱، اندازه موتور دیگر به نام مدل اضافه نشده است. مدل به روز شده مبتنی بر نسل اول اف‌ام‌اکس در سال ۲۰۱۳ و سپس نسل دوم که یک تغییر کامل است، از ۲۷ فوریه ۲۰۲۰ معرفی شد.

## نگارخانه

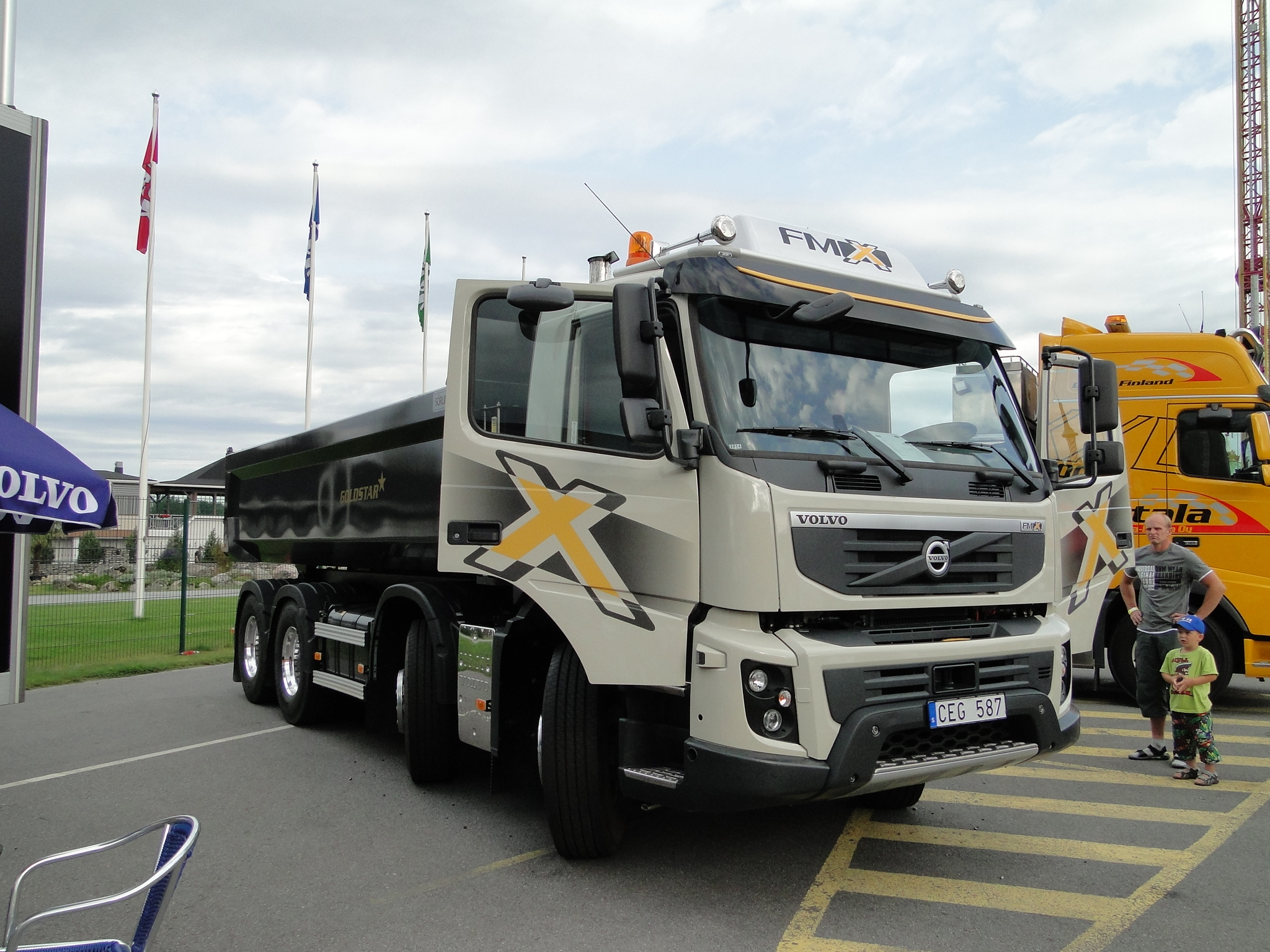
ولوو اف‌ام‌اکس
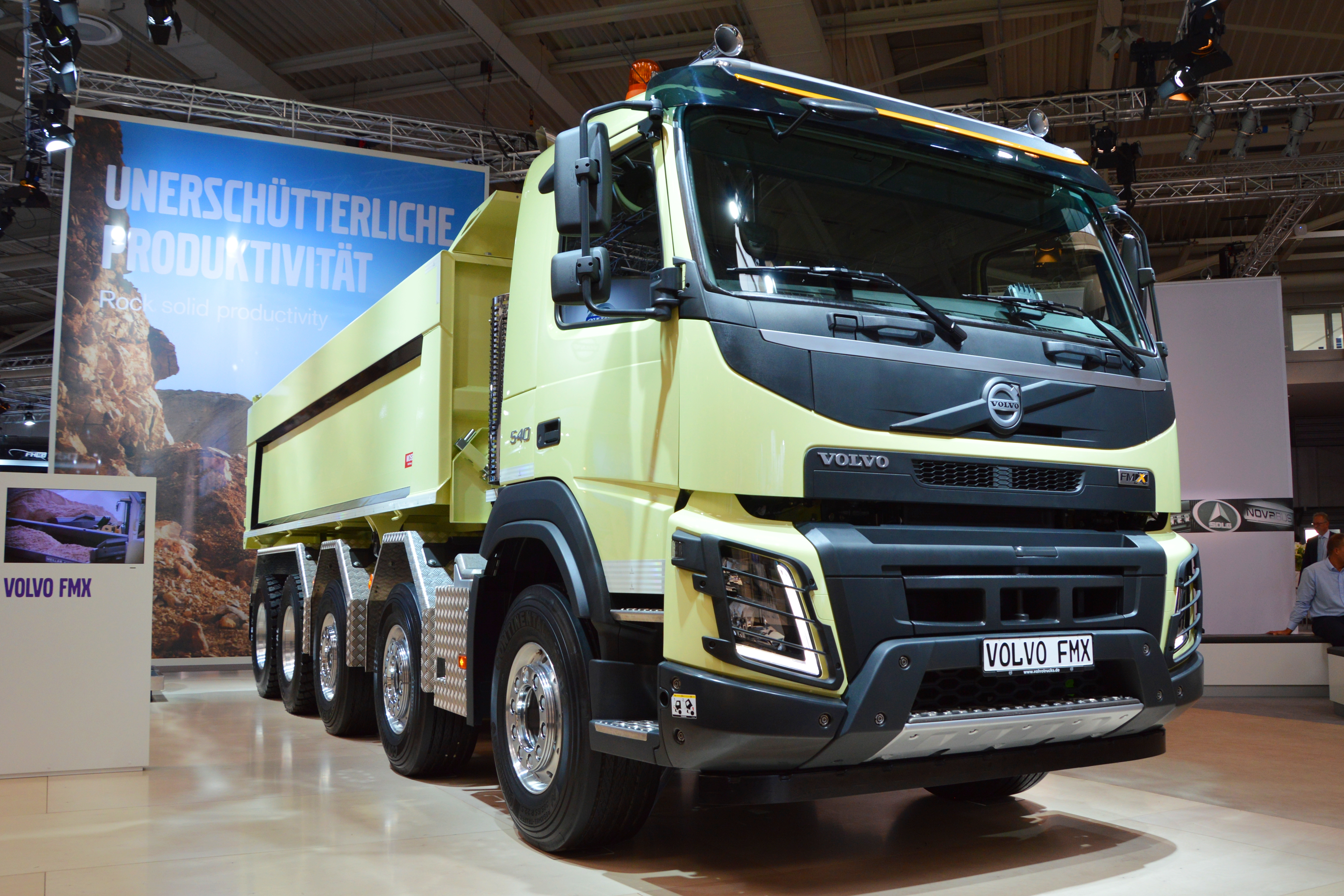
ولوو اف‌ام‌اکس 10x4 کمپرسی مدل ۲۰۱۴
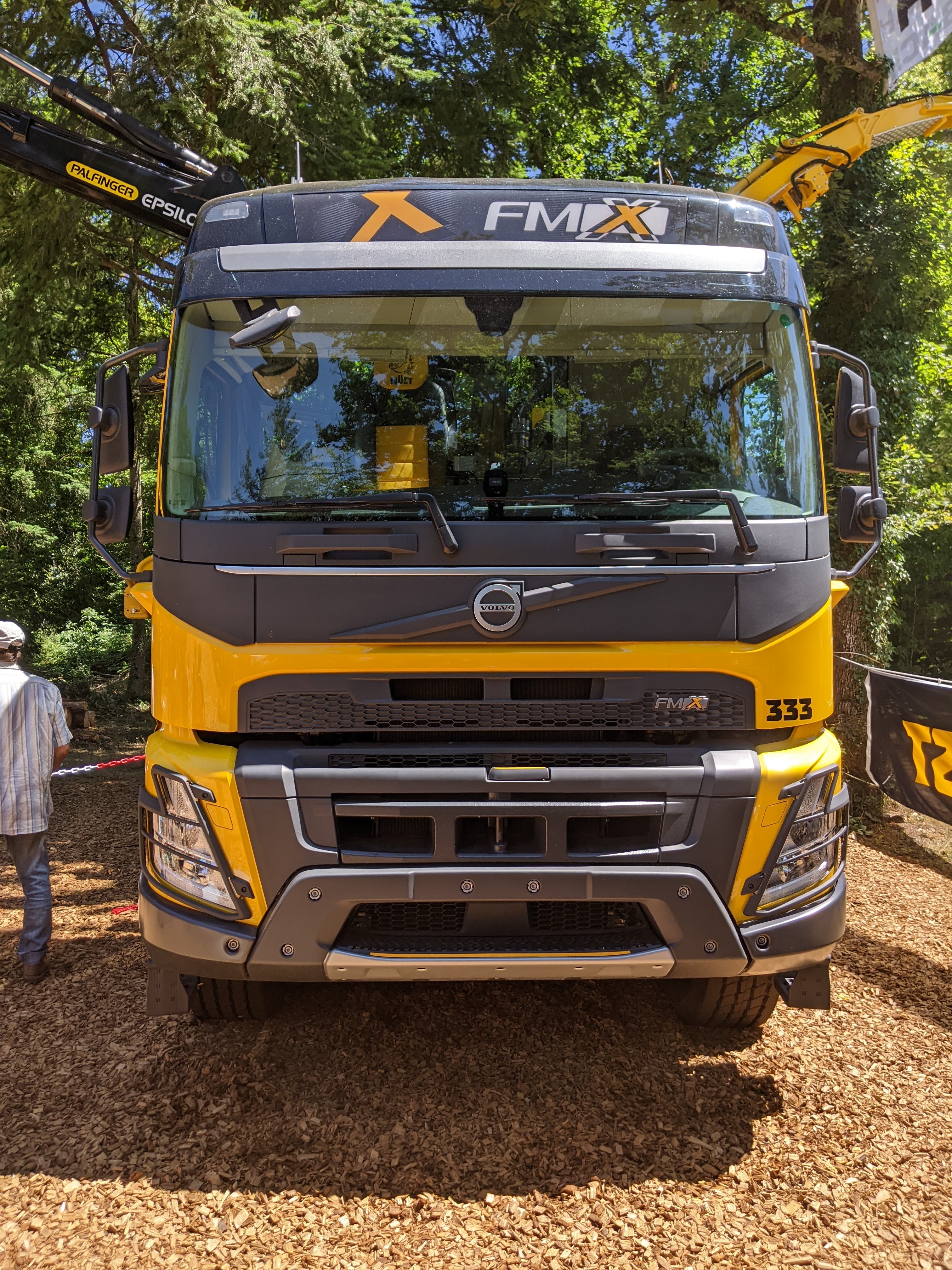
ولوو اف‌ام‌اکس مدل ۲۰۲۳ اتاق یوروفورست